# ألونسو بيريث دي بيبرو
ألونسو بيريث دي بيبرو (بالإسبانية: Alonso Pérez de Vivero)‏ سياسي إسباني وُلد في القرن الخامس عشر، وهو ابن كل من خوان دي بيبرو وماريا دي سوتو، وتُوفي والده في سن مبكرة حينما كان طفلًا.
شغل منصب كبير المحاسبين للملك خوان الثاني ملك قشتالة. كان سيد بياخوان وفوينسالدنيا وشيد قلعة فوينسالدنيا وقصر لوس بيبرو في بلد الوليد. شارك في مؤامرة الإطاحة بألبارو دي لونا، والتي باءت بالفشل. وقتله أحد حراس الملك في نزاع بالشارع في برغش عام 1453.
تزوج من إينيس دي جوثمان، والتي أصبحت فيما بعد الدوقة الأولى لبيابالا، وأصبحا أبوين لثلاثة عشر من الأطفال، من بينهم؛ خوان بيريث دي بيبرو، الفيكونت الأول لألتاميرا، والذي تزوج عام 1456 من ماريا دي أكونيا، ابن الكونت الأول لبوينديا، بيدرو باثكيث دي أكونيا.